# ズッカレッロ
ズッカレッロ(伊: Zuccarello)は、イタリア共和国リグーリア州サヴォーナ県にある、人口約300人の基礎自治体（コムーネ）。

## 地理

### 位置・広がり

#### 隣接コムーネ
隣接するコムーネは以下の通り。
- アルナスコ
- バレストリーノ
- カステルビアンコ
- カステルヴェッキオ・ディ・ロッカ・バルベーナ
- チザーノ・スル・ネーヴァ
- エルリ

### 地震分類
イタリアの地震リスク階級 (it) では、3 に分類される
。

## 文化・観光
「イタリアの最も美しい村」クラブ加盟コムーネである。